# Proença-a-Velha
Proença-a-Velha é uma povoação portuguesa sede da Freguesia de Proença-a-Velha do Município de Idanha-a-Nova, na antiga província da Beira Baixa, região do Centro (Região das Beiras) e sub-região da Beira Interior Sul, freguesia com 58 km² de área e 190 habitantes (censo de 2021), tendo, por isso, uma densidade populacional de 3,3 hab./km².
Proença-a-Velha foi vila e sede de concelho entre 1218 e 1836. O concelho era constituído pelas freguesias da sede e de Aldeia de Santa Margarida até à reforma administrativa de 1835 e São Miguel de Acha até 1752. Tinha, em 1801, 934 habitantes.
Proença designa várias freguesias de Portugal e, escrito como Provença, refere-se também a Provence (designação medieval para região de França). Supõe-se, portanto, uma origem occitana das populações que vieram a criar estas aldeias, no tempo da reconquista cristã da região.

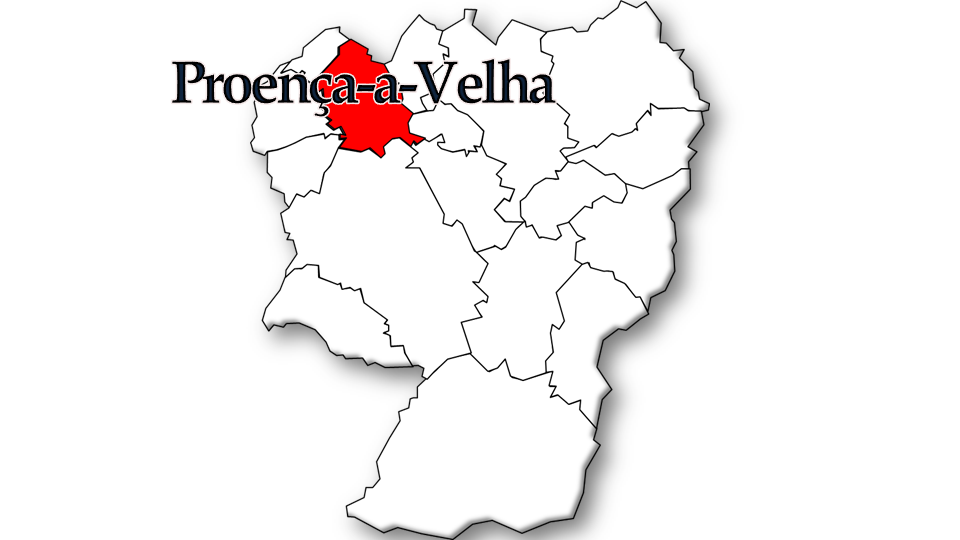
Localização no Município de Idanha-a-Nova

## Demografia
A população registada nos censos foi:
| Ano  | 0-14 Anos | 15-24 Anos | 25-64 Anos | > 65 Anos |
| 2001 | 15        | 12         | 90         | 165       |
| 2011 | 10        | 10         | 77         | 127       |
| 2021 | 6         | 2          | 74         | 108       |

Com 1490 habitantes em 1920 a população decresceu para 1229 habitantes dez anos mais tarde, recuperando para 1481 em 1950. Daí para cá tem havido um decréscimo continuado, década após década, com a migração da população principalmente para a região da grande Lisboa e para a França e Alemanha.

## Evolução  Histórica e Administrativa
- Até 1218 pertenceu a Idanha-a-Velha, a antiga Egitânia.

- 1218  - Em Abril de 1218 recebe foral de D. Pedro Alvites, mestre da Ordem do Templo, em carta concedida com beneplácito de D. Afonso II e D. Urraca.

- 1505 - No Tombo da Comenda de 1505 é definido o limite e termo de Proença, que inclui o território e as povoações correspondentes às actuais freguesias de Aldeia de Santa Margarida, Proença-a-Velha e S. Miguel d'Acha.

“Começa o dito termo e limite da dita Villa de Proença na foz do Ribeiro da Caniça, onde se mete na Ribeira de Alpreade e leva a dita ribeira acima até onde se mete a dita ribeira na Ribeira de Taveirol, e de si por Taveirol acima até à Ribeira de Ceife. E vai-se pela dita Ribeira de Ceife acima até ao Pego da Piçarreira, que é ao poente e daí se vai direito ao forno telheiro e de si à lagoa que está na terra de Luís Gonçalves de Proença, que é ao norte. E vai-se  ao ribeiro da dita terra abaixo até o fundo da dita terra e daí vai por meia ladeira por cima da terra de Vasco Martins de Proença onde está uma mó quebrada. E daí se vai direito ao pardieiro de Vale Mourinho e vai-se ao malhão que está no dito Vale Mourinho no caminho que vai para o Pedrógão. E daí se vai direito à eira de Diogo Dias da Bemposta. E daí o lombo abaixo até à eira de Gonçalo Vaz de Proença direito à Ribeira de Rio Torto. E desde o dito forno telheiro até aqui parte com termo de Penamacor, sobre que há uma dúvida entre a dita vila de Penamacor e Proença. E vai-se pela dita ribeira abaixo até à estrada do porto das castanhas, que é ao levante. E daí vai pelo caminho que vem de Santa Maria do Mosteiro para Medelim até o dito porto das castanhas. E daí sempre pela cumeada até Vale Longo e atravessa Vale Longo por baixo um pedaço donde mataram a mulher direito à lagoa que está no caminho que vai de Proença para Monsanto. E daí vai ao poço redondo e daqui a um marco de um pedra piçarreira, altura de um bol palmo sobre a terra e está sobre a nave da atalaia.  Daí se vai à apartadura da atalaia onde está outro marco doutra pedra piçarreira grossa, altura de um bom côvado sobre a terra. E daí se vai por cima do vilar contra o levante direito à portela de cima da nave da atalaia onde está um marco de seixo, altura de um palmo sobre terra, junto com um malhão de seixos. E daqui acaba de partir com termo de Monsanto.
E dali se vai direito à Ribeira das Atalaias, começando de partir com o termo de Idanha-a-Velha e leva o dito ribeiro abaixo até se meter na Ribeira do Ponsul. E daí torna para a estrada que vai para o Torrão até Rio Torto, e daí vem sempre pela dita estrada, partindo com a Idanha-a-Nova até à Fonte da Calada daí passa o Ribeiro da Canada e vai pelo lombo acima até à pedra da cruz e daí vai direito à estrada que vai de Proença para a Idanha-a-Nova. E daí vai direito ao Cabeço da Urra e daí se vai ao lombo a fundo direito à Ribeira da Caniça e vai pela dita ribeira abaixo até meter em Alpreade onde começou."
- 1510 - Recebe Foral novo,de D. Manuel I

- 1708 - Na Corografia Portugueza e descripçam topográfica do famoso reyno de Portugal do P. António Carvalho da Costa de 1708,[9] refere-se:

“A Villa de Proença-a-Velha fica seis legoas de Castello-Branco para o Nordeste, & está fundada em huma planície, que banha o rio Torto pela parte do Norte, aonde tem sua ponte, & a fertiliza de todos os frutos. Tem 180 visinhos com huma Igreja Paroquial, Vigayraria da Ordem de Christo, que apresenta a Mesa da Consciência, Casa de Misericórdia, & cinco Ermidas: deo-lhe o foral o Mestre do Templo com os seus Frades, & he seu Alcayde mor, & Comendador D. Lourenço de Almada. O seu termo tê os lugares  seguintes.
S. Miguel Dacha, Vigayraria da Ordem de Christo, que apresenta a Mesa da Consciência, tem 220. visinhos, & quatro Ermidas, & hum Juiz ordinário no cível.
S. Margarida, Vigayraria da mesma Ordem, & apresentação, tem 100. visinhos, & para o poente lhe fica a ribeira de Ceife, meya légoa distante: he fértil de paõ, azeite, & gados.”
- 1752 - D. José I faz vila São Miguel d’Acha, passando o concelho de Proença a corresponder apenas às actuais freguesias de Aldeia de Santa Margarida e Proença-a-Velha.

- 1835 - O concelho é extinto na sequência da reforma administrativa iniciada em 1832, por decretos publicados no Diário do Governo nº 169, de 20 de Julho e nº 172, de 23 de Julho de 1835.

- 1842 - Proença-a-Velha aparece já como freguesia do concelho de Idanha-a-Nova, ao qual pertence ainda hoje.

## Património

### Património Religioso
- Igreja Matriz de Proença-a-Velha - Classificada como Imóvel de Interesse Público (IIP) pelo Dec. n.º 5/2002, publicado no Diário da República nº42 de 19 de Fevereiro de 2002.( A Classificação inclui o altar-mor de talha dourada e as três imagens do Calvário).[10]
- Igreja da Misericórdia de Proença-a-Velha - Classificada como Imóvel de Interesse Público (IIP) pelo Dec. nº 67/97, publicado no Diário da República nº301 de 31 de Dezembro de 1997.[11]
- Capela do Senhor do Calvário
- Capela de Santo António
- Ermida de Nossa Senhora da Granja (a cerca de 3 km da povoação)

| Igreja Matriz | Misericórdia | Capela Sr. do Calvário | Capela Stº António | Ermida Srª da Granja |
| ------------- | ------------ | ---------------------- | ------------------ | -------------------- |
|               |              |                        |                    |                      |

### Património Civil
- Pelourinho de Proença-a-Velha - Classificado como Imóvel de Interesse Público (IIP) pelo Dec. nº 23122, publicado no Diário do Governo nº231 de 11 de Outubro de 1933.[12]
- Cruzeiro
- Núcleo Museológico do Azeite ou Lagares de Proença-a-Velha
- Jardim de São Sebastião - Situado na Entrada Sudoeste da freguesia, próximo do chafariz de S. Sebastião, o qual está implantado no local da antiga capela do mesmo nome. No jardim está um monumento em granito representando São Sebastião.

| Pelourinho | Cruzeiro | Núcleo do Azeite | São Sebastião |
| ---------- | -------- | ---------------- | ------------- |
|            |          |                  |               |

### Chafarizes, Fontes, Poços Públicos e Fontários

#### Chafarizes
- Chafariz Longe - Na entrada Sudoeste da freguesia.
- Chafariz dos Pirolitos - Na parte Norte da freguesia, próximo do caminho para a antiga capela de Santo André.
- Chafariz da Devesa - Na entrada Nordeste da freguesia, junto ao Bairro da Devesa, no Campo das Feiras.
- Chafariz do Adro - Junto à Igreja da Misericórdia
- Chafariz de São Sebastião - Próximo do Jardim do mesmo nome e no local onde existiu a Capela deste santo.

| Chafariz dos Pirolitos | Chafariz Longe | Chafariz da Devesa | Chafariz de S. Sebastião | Chafariz do Adro |
| ---------------------- | -------------- | ------------------ | ------------------------ | ---------------- |
|                        |                |                    |                          |                  |

#### Fontes

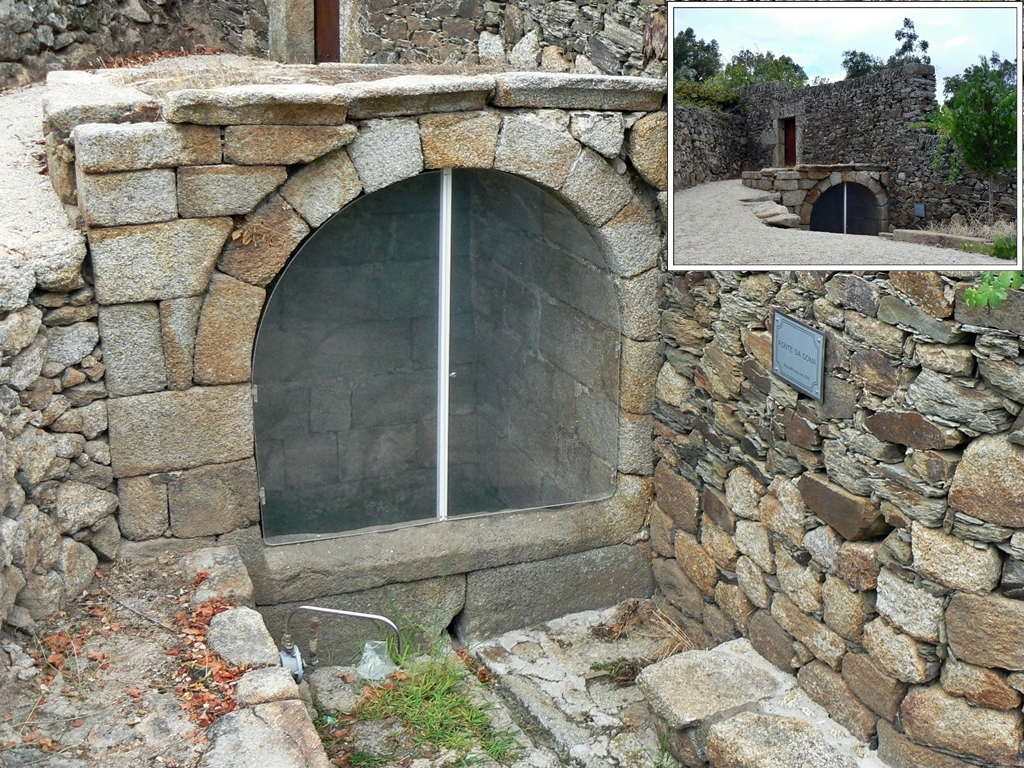
Fonte da Goma.

#### Poços Públicos
- Poço da Arregaça - Quase em frente do Jardim de São Sebastião
- Poço Novo - Entre o Cruzeiro e o Núcleo Museológico do Azeite
- Poço do Prelado - Entre a Capela de Santo António e a Capela do Senhor do Calvário
- Poço do Capitão - Situa-se frente a 1.º habitação, na entrada Nordeste da freguesia para quem vem do Bairro da Devesa. Localiza-se em propriedade privada mas era de acesso livre a toda a população por acordo celebrado entre o seu proprietário e a Junta de Freguesia, quando esta lhe cedeu o terreno onde se localizava a Fonte da Bica
- Poço d'El-Rei - Apenas existe hoje a Travessa do Poço d'El-Rei, que liga a Rua da Fontainha à Rua do Espírito Santo. o Poço seria, certamente, um poço actualmente localizado numa propriedade privada contígua à dia Travessa.

#### Fontanários
- Fontanário da Praça - No centro da freguesia, junto ao Pelourinho.
- Fontanário da Igreja -  No adro da Igreja
- Fontanário da Fontainha -  Ao fundo da rua do mesmo nome
- Fontanário de Santo António - Frente à capela de Santo António

## Personalidades ilustres
- Visconde de Proença-a-Velha e Conde de Proença-a-Velha

## Toponímia (arruamentos)

### Ruas
| - Rua Conde de Proença-a-Velha ( antiga Rua das Canastras) - Rua da Amoreira - Rua da Cruz - Rua da Devesa - Rua da Estrada - Rua da Fontainha - Rua da Igreja - Rua da Ladeira - Rua da Misericórdia - Rua da Pedreira - Rua de Santo António - Rua Detrás do Castelo (ou Travessa do Castelo) | - Rua do Baluarte - Rua do Castelo - Rua do Espírito Santo - Rua do Outeiro - Rua do Poço Novo - Rua do Senhor do Calvário - Rua dos Loureiros - Rua dos Pirolitos - Rua Heróis do Ultramar (antiga Ruinha) - Rua Joaquim Morão - Rua Nova da Devesa |

### Largos
| - Largo da Devesa - Largo da Pedreira - Largo da Praça | - Largo do Adro (Misericórdia) - Largo Inácio Pinto da Rocha (antigo Largo do Corro) - Terreiro de S. Pedro |

### Travessas
| - Travessa da Amoreira - Travessa da Igreja - Travessa da Praça - Travessa da Ruinha - Travessa de S. Pedro - Travessa de Santo António | - Travessa do Castelo ou Rua Detrás do Castelo - Travessa do Corro - Travessa do Poço d’El-Rei - Travessa do Poço Novo - Travessa do Relógio ♦ |

## Heráldica
| Designação | Símbolo | Descrição |
| --- | ------- | --- |
| Brasão |         | escudo de ouro, duas ovelhas de negro, realçadas de prata, postas em cortesia; em chefe, cruz da Ordem de Cristo e, em ponta, roda de lagar de vermelho. Coroa mural de prata de quatro torres. Listel branco, com a legenda a negro: "PROENÇA-A-VELHA". |
| Bandeira |         | esquartelada de vermelho e amarelo. Cordão e borlas de ouro e vermelho. Haste e lança de ouro. |
| Selo |         | nos termos da Lei, com a legenda: "Junta de Freguesia de Proença-a-Velha ♦ Idanha-a-Nova ♦". |
| Parecer emitido a 9 de Julho de 2001. D.R.: Nº 183 de 8 de Agosto de 2001. DGAL: Nº 280/20001 de 20 de Agosto de 2001. |         | |

## Tradições

### Janeiras

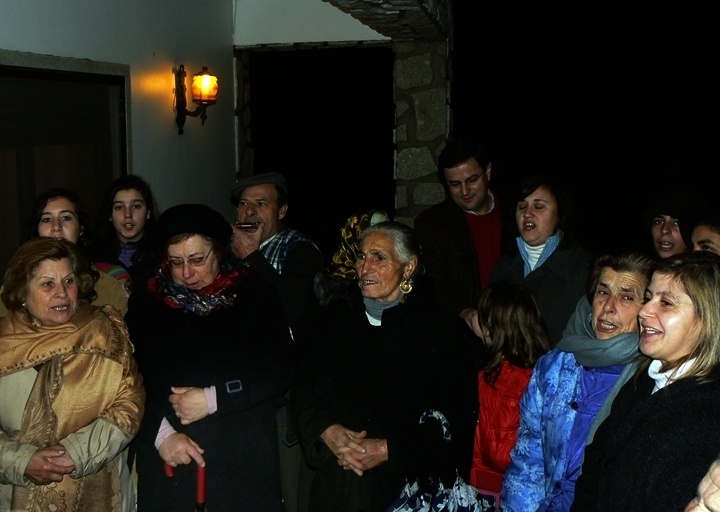
Cantando as Janeiras (2009).

É tradição durante todo o mês de Janeiro e a partir do dia de Reis cantarem-se as Janeiras. Com início ao princípio da noite um grupo de pessoas vai cantando, de porta em porta, percorrendo todas as ruas da povoação.
Antigamente o grupo era constituído apenas por rapazes que recebiam, para além de dinheiro, também chouriças, ovos e bebidas que utilizavam, no final, para fazer petiscos em que comiam, bebiam e confraternizavam.
Actualmente o grupo é constituído maioritariamente por mulheres e as ofertas são quase exclusivamente em dinheiro que é utilizado para fins comunitários.
Para além dos donativos grande parte das pessoas convida os elementos do grupo a entrar em casa e oferecem bolos, filhóses, jeropiga, vinho, etc…

### Tradições Quaresmais, Semana Santa e Festa Pascal

#### Ladainhas da Quaresma
Nos cinco primeiros Domingos da Quaresma, ao início da noite, realizam-se as Ladainhas organizadas pela irmandade da Santa Casa da Misericórdia de Proença-a-Velha, com a participação da população.
Partindo da Igreja da Misericórdia percorrem as ruas da freguesia, visitando os 7 Passos, assim distribuídos: 1º na fachada da Igreja da Misericórdia; 2º Junto ao Cruzeiro, próximo do local onde existiu a capela do Espírito Santo à qual estava adossado; 3º Na Igreja Matriz; 4º- Na fachada da antiga capela do Divino Padre Eterno; 5º Na Rua da Amargura, no local onde a Rua de Santo António entronca com a Rua Conde de Proença-a-Velha; 6º - na Rua de Santo António, a cerca de 100 metros da respectiva Capela, junto da qual se situava até meados do século XX; 7º - Frente à Capela do Senhor do Calvário, no cabeço fronteiro ao cabeço do Castelo e já fora do perímetro urbano da freguesia.
O cortejo pára em cada um destes locais para cantar e rezar os respectivos Passos; no percurso entre cada um deles um regrador vai cantando, em latim, a ladainha de todos os santos entoando cada um dos respectivos nomes aos quais responde a população.
Depois de visitar o 7º Passo a Ladainha retorna à Misericórdia.

#### Cântico dos Martírios
No final das Ladainhas formam-se dois grupos de cerca de 10 a 12 pessoas, maioritariamente mulheres, deslocando-se um para o cabeço do Senhor do Calvário, frente à Capela e o outro para o cimo da Barreira do Castelo, ficando frente a frente nos dois locais mais altos da povoação.
Uma vez aí chegados, o grupo do Castelo canta a seguinte quadra: Bendita e louvada seja / a paixão do Redentor / que para nos livrar das culpas / morreu por nosso amor. Assim que acabam de cantar responde o Grupo do Castelo cantando a primeira das 17 quadras descrevendo os Martírios do Senhor, sendo que entre cada uma dessas quadras o Grupo do Castelo repete a quadra inicial.

#### Encomendação das Almas
Nas últimas Sextas-feiras da Quaresma, anteriores à Sexta-feira Santa encomendam-se as Almas. O cântico é realizado por um pequeno grupo de mulheres acompanhadas em regra por um homem que transporte um candeeiro. Totalmente vestidas de preto e com um xaile pela cabeça juntam-se, um pouco antes da meia-noite, entre a Igreja Matriz e o cemitério e iniciam o cântico precisamente ao soar da meia-noite.
Após cantaram as 3 quadras que compõem o cântico tocam uma campainha e rezam um padre-nosso, repetindo o ritual em 13 sítios diferentes ao redor de toda a povoação, situados todos eles em encruzilhadas ou balcões e terminando o cântico por volta das 2 horas da madrugada.
| Encomendação das Almas | Encomendação das Almas | Ladainha | Ladainha | Martírios |
| ---------------------- | ---------------------- | -------- | -------- | --------- |
|                        |                        |          |          |           |

#### Cerimónias de Quinta-Feira Santa
A Irmandade da Misericórdia organiza, desde que há memória, as cerimónias da Semana Santa, as quais na Quinta-feira constam do Lava-pés a que se segue a procissão do Encontro com a realização de dois sermões, o do encontro e o da morte, ou das sete palavras. No final das cerimónias a irmandade realiza a Ceia dos Doze à qual se segue o cântico do Louvadíssimo, em que os doze percorrem cantando o trajecto das Ladainhas, terminando cerca das 2 horas da madrugada.

#### Cerimónias de Sexta-Feira Santa
Organizada também pela Irmandade da Misericórdia realiza-se na Sexta-feira à noite a procissão do Enterro. Os elementos da Irmandade, com as suas opas pretas e capuz pela cabeça, transportam o esquife com o corpo de Jesus num percurso pelas ruas da freguesia acompanhado pela população, sempre no mais profundo silêncio apenas quebrado, de quando em quando, pelo lamenta das 3 Marias, ou Heus, e pelo cântico da Verónica (O vos omnes).
| Lava-pés | Sermão do Encontro | Lóvàdsíssemo | 6ª-feira Santa | Verónica |
| -------- | ------------------ | ------------ | -------------- | -------- |
|          |                    |              |                |          |

#### Sábado de Aleluia
No Sábado de Aleluia, um pouco antes da meia-noite, a população começa a concentrar-se frente à porta da Igreja Matriz para, ao soar das doze badaladas, irromper a cantar, ao som de adufes e de algum acordeão, as Alvíssaras.
Simultaneamente o sino da Torre toca o toque festivo de procissão.
Depois de algum tempo, e muitas quadras cantadas, o cortejo desloca-se percorrendo o trajecto das Ladainhas, passando por todos os Passos e indo terminar frente à Misericórdia.
Quando o Pároco residia na freguesia era costume deslocarem-se depois a sua casa para lhe cantarem também as Alvíssaras, recebendo em troca amêndoas, passas, bolos e jeropiga.

#### Domingo de Páscoa
Antecedendo a Missa Festiva a Irmandade sai da Misericórdia e vai à Igreja Matriz buscar o Padre e a população que se dirigem em procissão até à Misericórdia para constatarem a Ressurreição de Jesus, indo até junto do Sepulcro todo enfeitado de flores e já aberto e vazio. A Procissão percorre depois algumas das ruas da freguesia e dirige-se à Igreja para a Missa Solene, finda a qual a Irmandade regressa à Misericórdia indo por fim acompanhar o Provedor a sua casa e desejar-lhe boas festas sendo recebidos e recompensados com bolos e bebidas, após o que regressam cada um a suas casas, para o almoço da Páscoa em família.
Até à década de 80 do século XX depois de almoço realizava-se a Visita Pascal com o pároco a percorrer todas as habitações de freguesia para dar Nosso Senhor a beijar e desejar Boas-Festas recolhendo as dádivas de cada família, pelo que era acompanhado pelo sacristão com a bolsinha para os donativos monetários e por um grupo de criançada com cestas para recolherem os donativos em espécie nomeadamente bolos, fruta e ovos…

#### Segunda-Feira da Páscoa
No dia a seguir à Páscoa a população desloca-se em romagem até à Ermida de Nossa Senhora da Granja, situada no campo a cerca de 4 km da povoação.
Aqui juntamente com os povos das outras freguesias vizinhas realiza-se uma das mais antigas romarias da região, que para além das cerimónias religiosas, com Missa e Procissão ao redor do recinto, conta ainda com os cânticos ao som de adufe e o tradicional almoço convívio à sombra das oliveiras.
Até à década de 80 do século XX uma grande parte da população de Proença incorporava-se numa procissão liderada pelo pároco e que saía da Igreja Matriz e seguia pelos campos até à Ermida.

#### Segunda-Feira da Pascoela
Na segunda-feira seguinte, a da Pascoela, repete-se a ida à Senhora da Granja mas agora com muito menos romeiros, numa festa fundamentalmente religiosa.
A exceção, de há uns anos a esta parte, vai para os homens de Aldeia de Santa Margarida que aqui se deslocam neste dia para realizarem um almoço convívio no recinto junto à ermida.
| Alvíssaras | Dom. Páscoa | Dom. Páscoa | 2ª-feira Páscoa | 2ª-feira Páscoa |
| ---------- | ----------- | ----------- | --------------- | --------------- |
|            |             |             |                 |                 |

### O Madeiro
Tradição milenar, reminiscência de antigos ritos dedicados ao sol, dos quais as fogueiras eram elemento fundamental, o madeiro mantém-se ainda nos dias de hoje, por estas terras raianas da Beira Baixa, como um das mais arreigadas manifestações culturais destas gentes.
Assim é também em Proença-a-Velha, onde o madeiro do Natal continua, ainda hoje a ser transportado em dois carros de bois, os quais são puxados pela força dos braços da população.
| Madeiro em Proença-a-Velha | Madeiro em Proença-a-Velha |
| -------------------------- | -------------------------- |
|                            |                            |

## Festas e Romarias

### Festividades Religiosas

#### Festa da Senhora da Granja
A Senhora da Granja, à qual já fizemos referência, era uma das principais romarias da região, iniciando o ciclo de romarias que se estendia precisamente desde a Segunda-Feira da Páscoa e que terminava em meados de Setembro com a Senhora da Azenha de Monsanto, a Santa Luzia do Castelejo e, antigamente, com a Senhora do Almurtão da Idanha, a qual no séc. passado foi mudada para a terceira 2ª-feira após a Páscoa.
É uma romaria campestre à qual acorrem as gentes das povoações circundantes, para cumprir os seus rituais religiosos e de fé, mas também para o habitual partilhar das merendas e o convívio à volta dos cantos e danças sempre acompanhados pelo som característico dos adufes.

#### Festa da Senhora da Silva
A festa da padroeira de Proença realiza-se a 15 de Agosto, dia que a Igreja católica dedica à Assunção da Virgem e que é comemorado por esse país fora com uma infinidade de festas dedicadas a sem número de diferentes santas.
A componente religiosa, com Missa solene e procissão continua a realizar-se, sendo que na componente civil o habitual “ramo” de oferendas que se realizava no Largo do Corro, foi de há alguns anos a esta parte substituído por uma festa com comes e bebes no Largo do Adro, que culmina com uma noite de fados.

#### Festa do Senhor do Calvário
É a grande festa civil/religiosa das gentes de Proença à qual comparecem os proencenses espalhados pelos quatro cantos do mundo.
Realizava-se no segundo Domingo e 2ª-feira de Setembro, encerrando assim o ciclo de festividades estivais.
Na década de 70 do século XX foi antecipada para o penúltimo fim de semana de Agosto para poder coincidir com o período de férias por excelência, permitindo assim que um maior número dos que residem e trabalham fora aqui pudessem estar nos dias da festa.
É uma tradicional festa de verão, com a componente religiosa, com as suas missas, procissões e pagamento de promessas e a componente civil com os arraiais a prolongarem-se pelas noite dentro, terminando sempre com o rebentamento do tradicional Castelo de quatro quinas, uma característica peça de fogo preso.
| Festa do Senhor do Calvário | Festa do Senhor do Calvário |
| --------------------------- | --------------------------- |
|                             |                             |

### Festividades Civis

#### Festival do Azeite e Fumeiro
Foi em 2003 que se deu início a uma sequência regular de festividades de carácter meramente civil e cultural que se têm mantido até à presente data, embora com algumas pequenas modificações nos respectivos nomes e na fusão de dois destes eventos num só, como seja o caso da Festa do Tradicional Fumeiro e a Festa da Azeitona que começaram por se realizar em datas diferentes e que agora se uniram sob a designação de Festival do Azeite e Fumeiro.
Tentam, como o seu nome indica, promover a azeitona e o azeite e também os enchidos, mas servem também para promoção e divulgação de todos os produtos e artesanato da região, sempre complementados com muita animação musical e eventos culturais, como sejam exposições, mostras e colóquios temáticos.
Já se realizaram os seguintes:
| Edição Nº | Data             | Designação                                |
| --------- | ---------------- | ----------------------------------------- |
| 1ª        | 26 Jan 2003      | Festa do Tradicional Fumeiro              |
| 1ª        | 30 Nov 2003      | Festa da Azeitona                         |
| 2ª        | 25 Jan 2004      | Festa do Tradicional Fumeiro              |
| 2ª        | 5 Dez 2004       | Festa da Azeitona e do Azeite Tradicional |
| 3ª        | 6 Fev 2005       | Festa do Tradicional Fumeiro              |
| 3ª        | 27 Nov 2005      | Festa da Azeitona e do Azeite Tradicional |
| 4ª        | 26 Fev 2006      | Festival do Fumeiro                       |
| 4ª        | 9 e 10 Dez 2006  | Festival do Azeite                        |
| 5ª        | 18 Fev 2007      | Festival do Fumeiro                       |
| 5ª        | 8 e 9 Dez 2007   | Festival do Azeite                        |
| 6ª        | 3 Fev 2008       | Festival do Fumeiro                       |
| 7ª        | 21 e 22 Fev 2009 | Festival do Azeite e Fumeiro              |
| 8ª        | 13 e 14 Fev 2010 | Festival do Azeite e Fumeiro              |
| 9ª        | 6 e 7 Mar 2011   | Festival do Azeite e Fumeiro              |
| 10ª       | 18 e 19 Fev 2012 | Festival do Azeite e Fumeiro              |
| 11ª       | 9 e 10 Fev 2013  | Festival do Azeite e Fumeiro              |
| 12ª       | 1 e 2 Mar 2014   | Festival do Azeite e Fumeiro              |

#### Festival das Sopas Tradicionais
Surgida também em 2003, a então denominada Festa das Sopas Tradicionais, tinha como objectivo manter vivas e divulgar as receitas deste prato tão característico da culinária das gentes desta região.
Para além de se poderem provar e saborear todas as sopas a concurso há também a habitual animação musical durante todo o dia.
Começando com cerca de dúzia e meia de sopas a concurso, em 2003, o Festival tem vindo a crescer de ano para ano registando em 2010  89 sopas a concurso.
| Edição Nº | Data              | Designação                      |
| --------- | ----------------- | ------------------------------- |
| 1ª        | 18 Maio 2003      | Festa das Sopas Tradicionais    |
| 2ª        | 16 Maio 2004      | Festa das Sopas Tradicionais    |
| 3ª        | 15 Maio 2005      | Festa das Sopas Tradicionais    |
| 4ª        | 14 Maio 2006      | Festival das Sopas Tradicionais |
| 5ª        | 20 Maio 2007      | Festival das Sopas Tradicionais |
| 6ª        | 11 Maio 2008      | Festival das Sopas Tradicionais |
| 7ª        | 10 Maio 2009      | Festival das Sopas Tradicionais |
| 8ª        | 16 Maio 2010      | Festival das Sopas Tradicionais |
| 9ª        | 15 Maio 2011      | Festival das Sopas Tradicionais |
| 10ª       | 13 Maio 2012      | Festival das Sopas Tradicionais |
| 11ª       | 11 e 12 Maio 2013 | Festival das Sopas Tradicionais |
| 12ª       | 10 e 11 Maio 2014 | Festival das Sopas Tradicionais |

#### Encontro de Acordeonistas e Tocadores e Concertina
Sendo instrumentos ainda relativamente jovens, quando comparados com os tradicionais instrumentos de cordas e ainda mais quando comparados com o nosso característico adufe, o acordeão e a concertina, conquistaram o coração das nossas gentes e tiveram desde há muito anos em Proença-a-Velha dos mais afamados tocadores de toda a região, muito requisitados para bailes, festas, casamentos, inspecções…
Nos variados eventos festivos que se aconteciam ao longo do ano era usual a comparência de um acordeonista o que levou a pensar-se na ideia de promover um evento que pudesse juntar o maior número possível de tocadores. Foi isso que aconteceu pela 1ª vez a 5 de Outubro de 2003 e que se tem vindo a repetir nos anos seguintes sempre no Domingo mais próximo do feriado da Implantação da República.
Aos entre cem a duzentos tocadores presentes todos os anos juntam-se as barraquinhas com exposição e venda de artesanato e produtos locais, enchendo-se assim a povoação de gentes e de animação.
| Edição Nº | Data              | Designação                                          |
| --------- | ----------------- | --------------------------------------------------- |
| 1ª        | 5 Outubro 2003    | Encontro de Acordeonistas                           |
| 2ª        | 3 Outubro 2004    | Encontro de Acordeonistas e Tocadores de Concertina |
| 3ª        | 2 Outubro 2005    | Encontro de Acordeonistas e Tocadores de Concertina |
| 4ª        | 8 Outubro 2006    | Encontro de Acordeonistas e Tocadores de Concertina |
| 5ª        | 7 Outubro 2007    | Encontro de Acordeonistas e Tocadores de Concertina |
| 6ª        | 5 Outubro 2008    | Encontro de Acordeonistas e Tocadores de Concertina |
| 7ª        | 4 Outubro 2009    | Encontro de Acordeonistas e Tocadores de Concertina |
| 8ª        | 3 Outubro 2010    | Encontro de Acordeonistas e Tocadores de Concertina |
| 9ª        | 2 Outubro 2011    | Encontro de Acordeonistas e Tocadores de Concertina |
| 10ª       | 7 Outubro 2012    | Encontro de Acordeonistas e Tocadores de Concertina |
| 11ª       | 11 e 12 Maio 2013 | Encontro de Acordeonistas e Tocadores de Concertina |
| 12ª       | 10 e 11 Maio 2014 | Encontro de Acordeonistas e Tocadores de Concertina |

| Festival das Sopas | Festival das Sopas | Acordeonistas | Acordeonistas |
| ------------------ | ------------------ | ------------- | ------------- |
|                    |                    |               |               |

## Lista de Presidentes de Junta Eleitos no Pós 25 Abril de 1974
Presidentes de Junta eleitos a partir de 25 Abril de 1974
| Data        | Inscritos | Votantes | Resultados                      | Presidente da Junta                   |
| ----------- | --------- | -------- | ------------------------------- | ------------------------------------- |
| 12-Dez-1976 | 503       | 333      | PPD/PSD=238 ; PS=72             | Félix Dias                            |
| 16-Dez-1979 | 458       | 354      | AD=237 ; PS=62                  | Félix Dias                            |
| 12-Dez-1982 | 459       | 309      | AD=142 ; PS=116                 | Augusto José Pinto da Rocha           |
| 15-Dez-1985 | 444       | 270      | PS=172 ; PCP/PEV=43             | Amândio Coelho                        |
| 17-Dez-1989 | 390       | 292      | PPD/PSD=137 ; PS=109            | João Cardoso                          |
| 12-Dez-1993 | 380       | 289      | PS=169 ; PPD/PSD=92 ; PCP/PEV=7 | Fernando Geraldes                     |
| 14-Dez-1997 | 346       | 263      | PS=137 ; PPD/PSD=108            | Fernando Geraldes                     |
| 16-Dez-2001 | 315       | 261      | PPD/PSD=146 ; PS=105            | Francisco José Ribeiro Silva          |
| 9-Out-2005  | 313       | 254      | Ind. I=164 ; Ind. II=71         | Francisco José Ribeiro Silva          |
| 11-Out-2009 | 280       | 182      | PS=150                          | Francisco José Ribeiro Silva          |
| 29-Set-2013 | 219       | 135      | PS=124                          | Maria Helena Geraldes Esteves e Silva |

(Fonte: CNE - Comissão Nacional de Eleições)

## Lista de Párocos
Párocos de Proença-a-Velha - a partir de 1901
| Nome                        | Início                  | Final                   |
| --------------------------- | ----------------------- | ----------------------- |
| António Manuel Parreira     | 1 de Janeiro de 1901    | 5 de Outubro de 1906    |
| António de Oliveira Pires   | 5 de Outubro de 1906    | 20 de Novembro de 1911  |
| José Simão Nogueira         | 20 de Novembro de 1911  | 20 de Novembro de 1914  |
| Francisco Fernandes         | 20 de Novembro de 1914  | 19 de Agosto de 1922    |
| Manuel Dâmaso B. Azevedo    | 19 de Agosto de 1922    | 26 de Maio de 1928      |
| António Emídio Caldeira     | 26 de Maio de 1928      | 17 de Fevereiro de 1933 |
| José dos Santos Barata      | 17 de Fevereiro de 1933 | 28 de Outubro de 1933   |
| José Temudo S. Leonor       | 28 de Outubro de 1933   | 7 de Julho de 1936      |
| Manuel de Oliveira Filipe   | 7 de Julho de 1936      | 1 de Janeiro de 1937    |
| Ramiro de Oliveira Tavares  | 1 de Janeiro de 1937    | 25 de Dezembro de 1939  |
| Manuel Martins Pinheiro     | 25 de Dezembro de 1939  | 1 de Setembro de 1941   |
| António Milheiriço da Silva | 1 de Setembro de 1941   | 13 de Janeiro de 1942   |
| João Luís Rosa              | 13 de Janeiro de 1942   | 4 de Janeiro de 1944    |
| António Domingos Fernandes  | 4 de Janeiro de 1944    | 2 de Novembro de 1946   |
| João da Rosa Velez          | 2 de Novembro de 1946   | 15 de Outubro de 1960   |
| José Nunes Tereso Varão     | 15 de Outubro de 1960   | de Janeiro de 1961      |
| Albino Alves Nunes          | 5 de Janeiro de 1961    | 1 de Fevereiro de 1971  |
| Victor Manuel Matias        | 1 de Fevereiro de 1971  | 30 de Maio de 1974      |
| Frederico Martins dos Reis  | 30 de Maio de 1974      | 11 de Fevereiro de 1980 |
| Victor Vaz                  | 11 de Fevereiro de 1980 | 2 de Dezembro de 1984   |
| João Avelino                | 2 de Dezembro de 1984   | 5 de Outubro de 1986    |
| Luís Moreira Bernardo       | 5 de Outubro de 1986    | ...                     |

(Fonte: Paróquia de Proença-a-Velha)

## Localidades nas proximidades
O diagrama seguinte representa as localidades num raio de 35 km ao redor de Proença-a-Velha. (distâncias por estrada)